# Кампобело (Трапани)
Кампобело (итал. Campobello) је насеље у Италији у округу Трапани, региону Сицилија.
Према процени из 2011. у насељу је живело 100 становника. Насеље се налази на надморској висини од 51 м.